# Köhntarkösz
Köhntarkösz ist das fünfte Studioalbum der französischen Zeuhl- und Progressive-Rock-Band Magma, das im Mai 1974 eingespielt wurde und am 10. September 1974 erschien.
Der Titelsong des Albums bildet einen Teil des Köhntarkösz-Zyklus. Obwohl es in der Reihenfolge der Veröffentlichung an erster Stelle steht, wird es heute als zweiter Teil der Ëmëhntëhtt-Rê Trilogie formuliert, die aus Köhntarkösz Anteria, Köhntarkösz und Ëmëhntëhtt-Rê besteht.

## Inhalt
Der Protagonist Köhntarkösz entdeckt eines Tages das Grab des alten ägyptischen Großmeisters Ëmëhntëhtt-Rê, der kurz vor dem Erreichen seines großen Zieles, die magische Unsterblichkeit zu erlangen, ermordet worden war. Köhntarkösz gelingt es, sich in das Hauptgewölbe des Grabes hinabzulassen. Dort erlebt er eine vollständige und totale Vision von Ëmëhntëhtt-Rês Leben. Als er darauf in Ohnmacht fällt, werden ihm alle Erfahrungen und Erkenntnisse Ëmëhntëhtt-Rês offenbart. Wie die Geschichte weitergeht, hat Christian Vander lange unklar gelassen, da viele der nachfolgenden Alben keinen augenscheinlichen Bezüge oder nur vage Hinweise auf die Geschichte Köhntarköszs' geben.

## Musikstil
Der Titelsong war für eine LP-Seite zu lang, weswegen er in zwei Teile von jeweils etwa 15 Minuten Länge, auf beide LP-Seiten aufgeteilt wurde. Es ist ein besonders düsteres, schweres, sich langsam entwickelndes Stück von Christian Vander, das sich deutlich von Mekanïk Destruktïw Kommandöh unterscheidet. Dieser Titel wurde bis in die 2000er Jahre hinein sehr häufig live aufgeführt.
Das Album wird durch zwei kurze Stücke ergänzt: Ork Alarm, geschrieben von Jannick Top, und Coltrane Sündia (Übersetzung: Coltrane, Ruhe in Frieden) als Elegie auf John Coltrane, den Christian Vander als einen seiner größten musikalischen Vorbilder bezeichnet.

## Titelliste
| Nr. | Titel                | Autor(en)        | Länge |
| --- | -------------------- | ---------------- | ----- |
| 1.  | Köhntarkösz (Part I) | Christian Vander | 15:22 |
| 2.  | Ork Alarm            | Jannick Top      | 5:28  |

| Nr.          | Titel                 | Autor(en)    | Länge  |
| ------------ | --------------------- | ------------ | ------ |
| 3.           | Köhntarkösz (Part II) | Vander       | 15:55  |
| 4.           | Coltrane Sündïa       | Vander       | 4:11 … |
| Gesamtlänge: | Gesamtlänge:          | Gesamtlänge: | 41:16  |

## Trivia
Das Album wurde im Mai im Bastide de Pierrefeu im südfranzösischen Valbonne mit mobilem Equipment von Simon Heyworth von Manor Mobile aufgenommen.
Der Albumtitel Köhntarkösz ist eine Anspielung auf die Folge L'Énigme de l'Atlantide (Das Rätsel von Atlantis) der frankobelgischen Comicserie Blake und Mortimer, wo der Hauptantagonist Magon den Titel Contarkos trägt. In seinem Aufsatz Apocalyptic Otherness: Black Music and Extraterrestrial Identity in the Music of Magma arbeitet Kevin Holm-Hudson Analogien zwischen Köhntarkösz und den Werken von John Coltrane heraus.